# Berserker

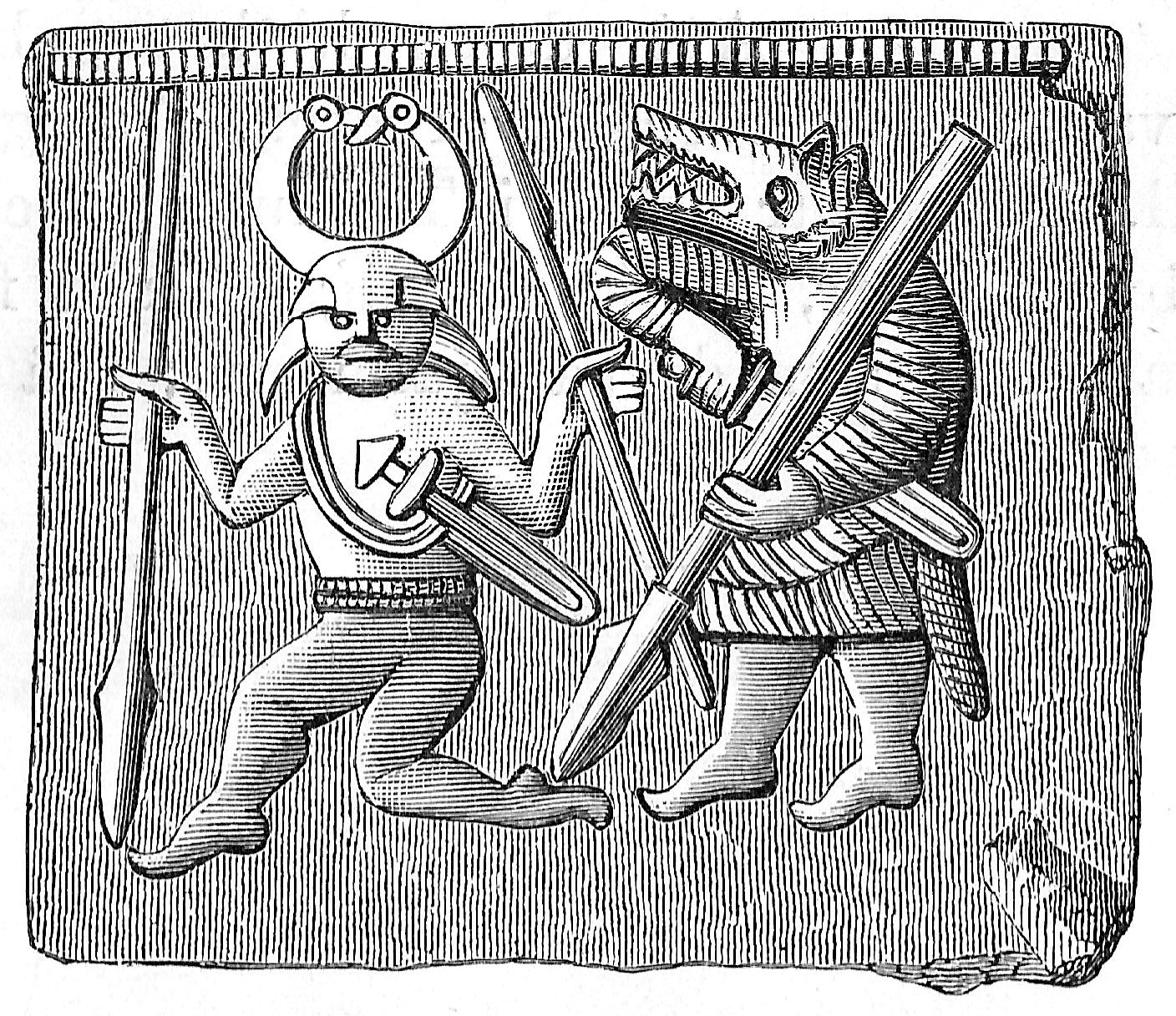
Doi berserkeri, basorelief din bronz ce datează din Era Vendel, găsit în Suedia.

Berserkerii sunt, în mitologia nordică, luptători viteji ce au jurat supunere zeului Odin. Numele lor provine din limba nordică veche, din cuvântul „berserkr” și înseamnă după unele variante „piele de urs” sau după altele „piele goală”. Într-adevăr berserkerii purtau blana unui urs sau aveau furia acestuia și luptau fără armuri sau chiar complet goi. Unii din ei și-au luat chiar numele de „björn” sau „biôrn” care face trimitere la similitudinile acestui luptător cu un urs. Astfel se explică apariția unor eroi în mitologia nordică cum ar fi Beowulf sau Bödvar Bjarki. Ritualurile lor dinaintea luptelor includeau imnuri și dansuri, care îi induceau într-o stare de furie nebună. Ritualurile de asemenea le ofereau impresia că sunt invulnerabili și îi făceau să se lupte, neglijând propria lor siguranță. E posibil ca aceste ritualuri să includă consumarea unui mied amestecat cu halucinogeni, care îi ajuta pe berserkeri să lupte fără să ia în seamă durerea și rănile. O altă teorie despre berserkeri este că ei purtau blană de urs pentru că aveau o înclinație înspre a venera spiritul ursului. Uneori ei erau înfățișați drept purtători ai unor blănuri de lupi. Câteva saga sugerează chiar că berserkerii pot lua forma și forța diferitelor animale. 